# Parapercis punctulata
Parapercis punctulata är en fiskart som först beskrevs av Cuvier 1829.  Parapercis punctulata ingår i släktet Parapercis och familjen Pinguipedidae. Inga underarter finns listade i Catalogue of Life.